# Cogollo del Cengio
Cogollo del Cengio là một đô thị tại tỉnh Vicenza ở vùng Veneto, Ý.